# Kan
|  | Per a altres significats, vegeu «Kan (desambiguació)». |

Kan, en català medieval ca o can, és un títol equivalent a sobirà utilitzat originàriament per les hordes turques i mongòliques i després per algunes autoritats islàmiques. Un kan normalment controla un kanat. Com a títol, normalment es posposa al nom de la persona que l'usa; per exemple, Genguis Kan o Hulagu Khan.

## Etimologia
Tant el mot català modern com el medieval provenen presumiblement del mongol Хөөн, qāān, transmès a través dels parlars turcs, del persa o de l'àrab que es van fer pròpia la paraula (en àrab i persa, خان, ẖān, en turc modern, han), tot i que també podria ser que derivés d'un mot turc khan o qan, relacionat d'alguna manera amb el títol qaghan —després evolucionat com a khaqan—, tot i que de forma no gens clara.
El so inicial [χ] es va catalanitzar en època medieval preferentment com a [k] i es va transcriure per una "c" (ca, can), tot i que també es documenta alguna versió amb "ch", chan.

## Usos
El primer poble turquès en usar aquest títol foren els t'ou-kiue o tʿu-chüeh, aparentment com a sinònim de qaghan, títol que posteriorment esdevindria khaqan, equivalent a "cap suprem"; tot i així, després «kan» va ser emprat normalment per tal de designar els governants subordinats.
En un context islàmic, els primers esments d'aquest títol es troben en les monedes encunyades pels qarakhànides. Sota els seljúcides i els khwarazm-xahs, «kan» indicava el grau més elevat entre la noblesa, amb precedència sobre els títols de màlik o emir.
Entre els mongols, un kan era el cap d'un ulus, reservant-se el títol de khaqan o qa'an —que a voltes s'ha traduït com a "kan de kans"— per al gran kan establert a Karakorum o Pequín. A la Pèrsia safàvida el kan era un governador provincial amb un rang inferior dels beglarbegi, però superior al dels sultans.
A l'Índia sotmesa als sobirans turcs de Delhi, kan era el títol de la noblesa més important, especialment aquella d'ascendència persa o afganesa. Tot i que en època mogol el seu ús es restringia als cortesans, actualment Khan ha esdevingut un afix comú a musulmans de tota condició i sovint és percebut com un cognom, cf. per exemple, els actors de cinema indis Shahrukh Khan, Salman Khan i Aamir Khan.

## Anotacions
1. ↑  Cf. Alcover, Antoni M.; Moll, Francesc de B. «ca». A: Diccionari català-valencià-balear.  Palma: Moll, 1930-1962. ISBN 8427300255.
2. ↑  Cf. «kan». Diccionari de la llengua catalana de l'IEC. Institut d'Estudis Catalans. i «Kan». Gran Enciclopèdia Catalana.  Barcelona:  Grup Enciclopèdia Catalana.
3. ↑  Cf. Encyclopaedia of Islam, Brill Publishers, Leiden, s.v. "Khān".
4. ↑  "Era hu dels grans senyors del mon, esceptat lo gran Chan", Tirant lo Blanc, c. 394, cf. Cf. Diccionari català-valencià-balear Arxivat 2004-08-26 a Wayback Machine., s.v. "ca3"